# Инарова побуна
Инарова побуна у Египту представља побуну либијског краља Инара против персијске власти. Побуна је трајала од 461(460) до 454. п. н. е. За кратко време Еипат се ослободио персијске власти. Атињани су послали 200 трирема да би помогли Египту и да би ослабили Персију. У првој великој бици код Пампремиса 460. п. н. е. атиска и египатска војска победиле су Персијанце. Поражени Персијанци су 4 године били под опсадом у Белој тврђави у Мемфису. Када је стигла нова персијска војска Атињани су се повукли до острва Просопитиде. Персијска војска их је опседала 18 месеци. Поражени остаци атинске војске вратили су се у Атину изгубивши свих 200 бродова. Инар је био ухваћен и разапет на крст. Побуна је била окончана 454. п. н. е.

## Инарова побуна
Египат је био сатрапија Персијског царства у којој су често избијале побуне. Једна од побуна избила је 486. п. н. е. Током 461. или 460. п. н. е. побунио се либијски краљ Инар. Египат је захватила велика побуна, па је према Тукидиду брзо готово цели Египат био у рукама Инара. Међутим није било побуне ван делте Нила. Инар је тражио помоћ од Делског савеза да би се супротставио Персијанцима. У то време око 200 бродова Делског савеза ратовало је на Кипру. Могуће је да је Атина послала те бродове на Кипар пошто је персијска пажња била усмерена на побуну у Египту. То би на неки начин објаснило несмотрену одлуку Атињана да ратују на два фронта. По Тукидиду изгледа да је цела флота која је била крај Кипра послана према Египту.

## Атина помаже Инару
Ктесија наводи да су Атињани послали 40 бродова, а Диодор наводи 200 бродова, колико је навео и Тукидид. Фајн наводи бројне разлоге због којих би Атињани били спремни да се ангажују у Египту, иако су у то време почели да воде још један рат. Била је то прилика да се ослаби Персија. Поред тога Атињани су желели велику поморску базу у Египту, која би била близу велике житнице у долини Нила. Са тачке гледишта атинских свезника Египат је представљао шансу да се обнове уносне трговачке везе са Египтом. Верује се да је атински поход започео 460. п. н. е. Ипак и тај датум је предмет дебата, јер је Атина у то време већ ратовала са Спартом током Првог Пелопонеског рата. Због тога неки сматрају да је тај рат започео раније 462. п. н. е. У сваком случају Атињани су стигли у Египат и придружили су се Инару. Персијски цар Артаксеркс I сакупио је велику војску да би угушио побуну. Диодор и Ктесија помињу 300.000 односно 400.000 војника, али за те бројеве се претпоставља да су пренапухани. Персијском војском заповедао је Даријев син Ахемен.

## Битка код Пампремиса
Диодор од Сицилије представља једини детаљан извор о египатском походу. Персијанци су након дугог марша подигли свој логор близу Нила. Иако Херодот не покрива тај део историје он је поменуо да је видео лобање Персијанаца, који су страдали крај Пампремиса. Пампремис (или Папремис) је био град у делти Нила и представљао је важан египћански верски центар посвећен богу рата. Египћани су чекали да им стигне помоћ из Атине. Када су дошли Атињани са 200 бродова дошло је до битке код Пампремиса 460. п. н. е. Персијанци су на почетку битке боље стајали јер су били бројнији, али када су Атињани кренули у напад пробили су персијску борбену линију, па се персијска војска дала у бег. Уследио је велики покољ над Персијанцима, све док се нису склонили у акропољ у Мемфису, зван Бела тврђава. Тукидид помиње да су Атињани овладали са две трећине Мемфиса, а да су се Персијанци склонили у трећи део зван Бела тврђава.

## Опсада Мемфиса
Атињани и Египћани започели су са опсадом Беле тврђаве у којој су се налазили Персијанци. Опсада није добро напредовала и вероватно је трајала најмање 4 године, јер Тикидид каже да је цела експедиција трајала 6 година. Од тих 6 година 18 месеци су били заузети опсадом Просоптиде.
Према Тукидиду Артаксеркс је послао Мегабаза да подмити Спартанце да нападну Атику, да би тако натерали Атињане да се повуку из Египта.[11] Када то није успео и узалуд потрошио новац Мегабаз се вратио са остатком новца. Персијски цар је тада послао Артабаза и Мегабиза Зопирова са великом војском на Египат. Кренули су са великом војском од 300.000 војника. Персијанци су тражили од Кипрана, Феничана и Киликије да им опреми 300 трирема. Када је та војска стигла до Киликије годину дана трајале су припреме и тренинзи те нове персијске експедиције. За то време Атињани су наставили да опседају Белу тврђаву. Укупно су је опседали четири године. Одмах по доласку у Египаз персијска војска под заповедништвом Мегабиза победила је Египћане и истерала је Атињане из Мемфиса.

## Опсада Просопитиде
Атињани су се након пораза повукли на острво Просоптиду у делти Нила, где су им се налазили бродови. Мегабиз их је опседао 18 месеци. На крају је помоћу канала исушио реку око острва и спојио острво са копном. Атински бродови су се нашли на сувом. Персијанци су онда прешли на острво и заузели га. По Диодору, када су Персијанци исушили реку око острва Египћани су први одлучили да напусте Атињане и да се предају. Атињани су спалили своје бродове, да не би пали Персијанцима у руке. Одлучност Атињана да храбро наставе са борбом поколебала је Персијанце, који су онда одлучили да склопе споразум са Атињанима. Дозволили су им неометано повлачење из Египта. Преживели Атињани су се 454. п. н. е. повукли до Кирене, одакле су се вратили кући. По Тукидидовој верзији само мали број Атињана је дошао до Кирене, а највећи број је погинуо. Побуна у Египту била је сломљена, а Инар је био ухваћен и разапет на крст.

## Битка код Мендесија
Атињани нису знали да је њихова војска поражена, па су послали флоту од 50 трирема да би помогли опседнутима код Просопитиде. Дошли су до Мендешког рукавца Нила, а ту их је напала феничка флота са мора уз подршку копнене војске са копна. Потопили су им већину бродова, а само мањи број се вратио у Атину.

## Последице
Катастрофа у Египту озбиљно је уздрмала атинску доминацију у Егеју, тако да је Атина неколико година реорганизовала Делски савез. Перикле је 454. п. н. е. преселио благајну Делског савеза са острва Делоса у Атину. Било је то наводно због могуће опасности да би Персија могла да нападне Делос и узме сав новац. Плутарх напомиње да су многи тај трансфер видели као узурпацију благајне савеза да би Перикле изводио велике и скупе радове по Атини.